# Йон Стоян
Йон Стоян (англ. Ion Stoian; *28 листопада 1927, Телега, Румунія) — румунський політик, міністр закордонних справ Румунії в 1989, в уряді Ніколае Чаушеску.

## Життя і політична кар'єра
Стоян народився в селі Телега, Румунія. Він був членом Румунської комуністичної партії.
Займав посаду заступника міністра зовнішньої торгівлі і міжнародного економічного співробітництва з 7 квітня 1979 до 22 листопада 1985.
Стоян служив міністром закордонних справ з 2 листопада 1989 до 22 грудня 1989, поки режим Чаушеску не було повалено.
Був заарештований і засуджений до 14 років позбавлення волі, але згодом був помилуваний президентом Йоном Ілієску і звільнений в березні 1994.